# Ariella Reggio
Ariella Reggio (Trieste, 6 settembre 1936) è un'attrice italiana.

## Biografia
Dopo essersi diplomata al Liceo Classico, studia recitazione alla scuola Silvio D'Amico di Trieste. Entra poi a far parte della compagnia di prosa della Rai. Negli anni sessanta si trasferisce in Inghilterra dove rimane cinque anni e collabora con la BBC, conducendo alcune trasmissioni culturali radiofoniche e televisive, fra cui un corso di lingua italiana.
Tornata in Italia, continua a lavorare come attrice teatrale in vari teatri, tra cui il Piccolo Teatro di Milano di Giorgio Strehler e il Teatro della Tosse di Genova, e inizia una lunga collaborazione col Teatro Stabile del Friuli-Venezia Giulia. Partecipa inoltre a numerose operette al Teatro Verdi di Trieste.
Nel 1976 assieme a Orazio Bobbio, Lidia Braico e Francesco Macedonio fonda a Trieste il "Teatro Popolare La Contrada" (dal 1989 "Contrada Teatro stabile di Trieste") e da allora interpreta innumerevoli ruoli sia in testi brillanti che drammatici, alternando la prosa a ruoli al cinema e in televisione. Uno dei più grandi successi è stato Sorelle Materassi, nella riduzione di Fabio Storelli, per la regia di Patrick Rossi Gastaldi, con Lauretta Masiero e Isa Barzizza. Da citare il monologo Mrs. Rose, del drammaturgo e sceneggiatore Martin Sherman, che la vede unica protagonista in scena e in cui interpreta, in un intenso racconto, la parte di un’anziana donna ebrea residente in America.
Nel 1988 recita ne La coscienza di Zeno, miniserie televisiva in due puntate con Johnny Dorelli e Ottavia Piccolo, diretta da Sandro Bolchi. Nel 2006 lavora al film Il giorno + bello. Ariella Reggio ha partecipato a film diretti, fra gli altri, da Luca Miniero, Sandro Bolchi, Gianni Lepre, Mathieu Amalric, mentre sul piccolo schermo ha partecipato a fiction e film per la TV, tra cui la serie Tutti pazzi per amore, nella parte di zia Sofia. Nell'estate 2011 ha preso parte alle riprese del film di Woody Allen To Rome with Love.
Nel 2011 le viene conferito il premio internazionale dell'operetta.
Nel 2014 vince il premio Le Maschere del Teatro Italiano come miglior attrice non protagonista. In seguito è stata diretta da registi quali Fausto Paravidino e Valerio Binasco e prende parte a Calendar girls (commedia tratta dal film omonimo) con Angela Finocchiaro e Laura Curino per la regia di Cristina Pezzoli. Lo spettacolo andrà in scena in diversi teatri italiani, tra cui il Teatro Manzoni di Milano dal 21 febbraio al 26 febbraio 2017 e il Teatro Brancaccio di Roma (aprile 2018). Il teatro stabile di Torino la chiama per l'allestimento di Zio Vanja di Anton Čechov. Lo spettacolo, diretto dalla regista ungherese Kriszta Székely, oltre alle recite in sede, si reca in tournée all'estero. Sempre nel 2014 le viene conferito il premio San Giusto d'Oro dai cronisti del Friuli Venezia Giulia, onorificenza che il Comune di Trieste dà ai suoi concittadini più illustri.
Nel 2019 è stata protagonista con Lino Guanciale del pluripremiato cortometraggio di Alessandro Sampaoli, Pepitas, per cui ottiene il Premio miglior attrice a Cortinametraggio. Nel 2021 partecipa al film Marilyn ha gli occhi neri diretto da Simone Godano, con Stefano Accorsi e Miriam Leone. Nel 2022 le viene riconosciuto il premio alla carriera Soroptimist International d’Italia - Club di Cividale del Friuli, in collaborazione con Mittelfest.

## Filmografia

### Cinema
- Lo stadio di Wimbledon (Le stade de Wimbledon), regia di Mathieu Amalric (2001)
- Per Agnese, regia di Massimo Cappelli – cortometraggio (2004)
- Il giorno + bello, regia di Massimo Cappelli (2006)
- Si può fare, regia di Giulio Manfredonia (2008)
- To Rome with Love, regia di Woody Allen (2012)
- Zoran - Il mio nipote scemo, regia di Matteo Oleotto (2013)
- Gli ultimi saranno ultimi, regia di Massimiliano Bruno (2015)
- The Space Between, regia di Ruth Borgobello (2016)
- Come diventare grandi nonostante i genitori, regia di Luca Lucini (2016)
- Sono tornato, regia di Luca Miniero (2018)
- Attenti al gorilla, regia di Luca Miniero (2019)
- Marilyn ha gli occhi neri, regia di Simone Godano (2021)
- Io vivo altrove!, regia di Giuseppe Battiston (2023)
- Il punto di rugiada, regia di Marco Risi (2024)
- La vita da grandi, regia di Greta Scarano (2025)

### Televisione
- La quinta donna, episodio 1x01, regia di Alberto Negrin – miniserie TV (1982)
- La coscienza di Zeno, regia di Sandro Bolchi – miniserie TV (1988)
- Un maresciallo in gondola, regia di Carlo Vanzina – film TV (2002)
- Matilde, regia di Luca Manfredi – film TV (2005)
- I colori della gioventù, regia di Gianluigi Calderone – film TV (2006)
- R.I.S. - Delitti imperfetti – serie TV, episodio 3x01 (2007)
- Rebecca, la prima moglie, regia di Riccardo Milani – miniserie TV (2008)
- Tutti pazzi per amore – serie TV, 74 episodi (2008-2012)
- Boris – serie TV, episodi Come Durok, Buona festa del Grazie (2010)
- Crimini, episodio Little Dream – serie TV (2010)
- Atelier Fontana - Le sorelle della moda, regia di Riccardo Milani – miniserie TV (2011)
- Casa Flora, regia di Elisabetta Marchetti – serie TV (2017)[16]

## Radio
- Farina fina, di Manlio Cecovini, regia di Ruggero Winter, trasmessa il 27 novembre 1958.
- La coltrice nuziale, regia di Caterina Percoto, regia di Ugo Amodeo, 11 dicembre 1958.
- Giulia, di Haydée, regia di Ruggero Winter, 2 settembre 1959.
- Tombolino nel paese delle fate, di Carlo Fiorello, regia di Ugo Amodeo, 4 agosto 1961.
- Il sogno di Tombolino, di Carlo Fiorello, regia di Ruggero Winter, 11 agosto 1961.
- La leggenda del tricorno, di Spiro Dalla Porta Xydias, regia di Ruggero Winter, 12 novembre 1965.
- La bora, el fio del re e i capei de Toio Boio, di Ezio Benedetti, regia di Ugo Amodeo, 21 dicembre 1965.
- La prediletta signora, di Gabriella Leto, regia di Carlo Di Stefano, 4 luglio 1971.
- I paradossi del tempo, di Girolamo Mancuso, regia di Massimo Scaglione, 26 settembre 1971.
- Legione straniero, di Silvano Ceccherini, regia di Enrico Colosimo, 3 ottobre 1971.
- Bandiere!, di Mario Bagnara, regia di Massimo Scaglione, 29 gennaio 1977.
- La guardia al bidone, di Filippo Canu, regia di Francesco Macedonio, 25 aprile 1979.

## Teatro
- Arlecchino servitore di due padroni, di Carlo Goldoni, regia di Fulvio Tolusso, Teatro Stabile della Città di Trieste (1961)
- Una losca congiura ovverosia Barbariccia contro Bonaventura, di Sergio Tofano, regia di Ugo Amodeo, Teatro Stabile del Friuli-Venezia Giulia (1966)
- Sior Tonin Bellagrazia (Il frappatore) con inserti da i "Drammi giocosi per musica", da Carlo Goldoni, regia di Giuseppe Maffioli, Teatro Stabile del Friuli-Venezia Giulia (1966)
- La storia di Bertoldo, di Fulvio Tomizza, regia di Giovanni Poli, Teatro Stabile del Friuli-Venezia Giulia (1969)
- Ivanov, di Anton Čechov, regia di Orazio Costa, Teatro Stabile del Friuli-Venezia Giulia (1969)
- F. T. Marinetti e i Futuristi, a cura di Furio Bordon, Teatro Stabile del Friuli-Venezia Giulia (1969)
- Il mio Carso, riduzione di Furio Bordon, regia di Francesco Macedonio, Teatro Stabile del Friuli-Venezia Giulia (1969)
- Nekrassov, di Jean-Paul Sartre, regia di Ernesto Guida, Teatro Stabile del Friuli-Venezia Giulia (1970)
- Co' son lontan de ti, di Vladimiro Lisiani, regia di Francesco Macedonio, Teatro Stabile del Friuli-Venezia Giulia (1970)
- Santa Giovanna dei Macelli, di Bertolt Brecht, regia di Giorgio Strehler, Piccolo Teatro di Milano (1970)
- Le maldobrìe, di Carpinteri & Faraguna, regia di Francesco Macedonio, Teatro Stabile del Friuli-Venezia Giulia (1970)
- Le massere, di Carlo Goldoni, regia di Giovanni Poli, Teatro Stabile del Friuli-Venezia Giulia (1971)
- Avvenimento nella città di Goga, di Slavko Grum, regia di Francesco Macedonio, Teatro Stabile del Friuli-Venezia Giulia (1972)
- La mandragola, di Niccolò Machiavelli, regia di Furio Bordon, Teatro Stabile del Friuli-Venezia Giulia (1972)
- El Parlamento, di Ruzante, regia di Francesco Macedonio, Teatro Stabile del Friuli-Venezia Giulia (1972)
- L'ultimo de carneval, di Antonio Ricciardini, regia di Francesco Macedonio, Teatro Stabile del Friuli-Venezia Giulia (1972)
- Noi delle vecchie province - Maldobrìe di terra e di mare, di Carpinteri & Faraguna, regia di Francesco Macedonio, Teatro Stabile del Friuli-Venezia Giulia (1972)
- Delitto e Castigo, riduzione di Dante Guardamagna, regia di Sandro Bolchi, Teatro Stabile del Friuli-Venezia Giulia (1973)
- Il capitano di Köpenick, di Carl Zuckmayer, regia di Sandro Bolchi, Teatro Stabile del Friuli-Venezia Giulia (1973)
- Per l'anima in tormento che ci hai dato, a cura di Furio Bordon, regia di Francesco Macedonio, Teatro Stabile del Friuli-Venezia Giulia (1974)
- L'Austria era un paese ordinato, di Carpinteri & Faraguna, regia di Francesco Macedonio, Teatro Stabile del Friuli-Venezia Giulia (1974)
- Renzo e Anna, di Franz Xaver Kroetz, regia di Furio Bordon, Teatro Stabile del Friuli-Venezia Giulia (1975)
- A casa tra un poco (1902: i foghisti del Lloyd), di Roberto Damiani e Claudio Grisancich, regia di Francesco Macedonio, La Contrada (1976)
- Un teatrino, due carabinieri, tre pulcinella e uno spazzino, di Tonino Conte ed Emanuele Luzzati, regia di Francesco Macedonio, La Contrada (1976)
- Marcovaldo ovvero Le stagioni in città, di Sergio Liberovici, regia di Gualtiero Rizzi, La Contrada (1977)
- Marionette in libertà, di Ugo Vicic, regia di Luisa Crismani, La Contrada (1978)
- Amore, avventure ed aspre lotte dell'hidalgo cavaliero don Chisciotte, di Paolo Meduri, regia di Luisa Crismani, La Contrada (1979)
- La vecchia e la luna, testo e regia di Francesco Macedonio, La Contrada (1980)
- Tango viennese, di Peter Turrini, regia di Francesco Macedonio, La Contrada (1984)
- Un'ora d'amore, di Joseph Topol, regia di Francesco Macedonio, La Contrada (1986)
- Buon Natale amici miei, di Alan Ayckbourn, regia di Francesco Macedonio, La Contrada (1987)
- Vecchio mondo, di Aleksej Nikolaevič Arbuzov, regia di Francesco Macedonio, La Contrada (1988)
- La panchina, di Aleksandr Gel'man, La Contrada (1991)
- Penelope, monologo di James Joyce tradotto in dialetto triestino da Pierpaolo Venier (1993)
- Omobono e gli incendiari, di Max Frisch, regia di Francesco Macedonio, La Contrada (1993)
- Centocinquanta la gallina canta, da Achille Campanile, regia di Antonio Calenda, Trieste (1994)
- Un baseto de cuor, di Claudio Grisancich (1994)
- A cinquant'anni lei scopriva... il mare, di Denise Chalem, regia di Alessandro Marinuzzi, La Contrada (1995)
- El mulo Carleto, di Angelo Cecchelin (1996)
- Alida Valli che nel Quaranta iera putela, di Claudio Grisancich, regia di Mario Licalsi, La Contrada (1997)
- Antonio Freno. Quela note in via Crosada, di Ninì Perno e Francesco Macedonio, regia di Francesco Macedonio, La Contrada (1997)
- L'americano di San Giacomo, di Tullio Kezich, regia di Francesco Macedonio (1998)
- Terzetto spezzato, di Italo Svevo, regia di Elena Vitas, La Contrada (1998)
- Sorelle Materassi, riduzione di Fabio Storelli, regia di Patrick Rossi Gastaldi, La Contrada (1998)
- Un nido di memorie, di Tullio Kezich, regia di Francesco Macedonio, La Contrada (2000)
- Ballando con Cecilia, di Pino Roveredo, regia di Francesco Macedonio, Todi Festival (2001)
- Due paia di calze di seta di Vienna, di Carpinteri & Faraguna (2001)
- L'ultimo carnevàl, di Tullio Kezich, regia di Francesco Macedonio (2002)
- Ecco un uomo libero!, di Tom Stoppard, regia di Francesco Macedonio, La Contrada (2002)
- Ti ho sposato per allegria, di Natalia Ginzburg, regia di Valerio Binasco, Teatro Stabile di Firenze (2003)
- Mrs. Rose, di Martin Sherman, regia di Sabrina Morena, La Contrada (2004)
- I ragazzi di Trieste, di Tullio Kezich, regia di Francesco Macedonio (2004)
- Zente refada, di Giacinto Gallina, regia di Francesco Macedonio, La Contrada (2005)
- Le ire di Giuliano, di Italo Svevo, regia di Francesco Macedonio, La Contrada (2006)
- Elena, di Ghiannis Ritsos, regia di Sabrina Morena (2007)
- Vola colomba, di Pierluigi Sabatti e Francesco Macedonio, regia di Francesco Macedonio, La Contrada (2007)
- Il compleanno, di Harold Pinter, regia di Fausto Paravidino, Teatro Stabile di Firenze (2008)
- Tramachi, di Roberto Curci, regia di Francesco Macedonio, La Contrada (2008)
- Remitùr! Le donne al parlamento, in dialetto triestino di Ugo Vicic e Francesco Macedonio, regia di Francesco Macedonio (2009)
- Capriole in salita di Pino Roveredo, regia di Francesco Macedonio, La Contrada (2009)
- Fuori i secondi, di Enrico Luttmann, regia di Francesco Macedonio, La Contrada (2010)
- Svola cicogna, di Enrico Luttmann, regia di Francesco Macedonio, La Contrada (2011)
- Boeing Boeing, di Marc Camoletti, regia di Mark Schneider, Borgio Verezzi (2012)
- Sissi a Miramar, di Alessandro Fullin, regia Alessandro Marinuzzi, La Contrada (2014)
- Triestiner, di Massimiliano Forza e Giuseppe Emiliani, regia di Giuseppe Emiliani, La Contrada (2014)
- A Sarajevo il 28 giugno - seconda parte, di Gilberto Forti, allestimento a cura di Giulia Corrocher, Museo Diego de Henriquez di Trieste (2015)
- Calendar Girls, adattamento di Stefania Bertola, regia di Cristina Pezzoli (2015)
- Ritorno a Miramar, testo e regia di Alessandro Fullin, La Contrada (2016)
- Pronto, mama?, testo e regia di Davide Calabrese, La Contrada (2016)
- Il fuoco del radio. Dialoghi con Marie Curie, di Luisa Crismani e Sabina Cerrato, regia di Elke Burul, La Contrada (2017)
- Le basabanchi, testo e regia di Alessandro Fullin, La Contrada (2017)
- Basabanchi rèpete, testo e regia di Alessandro Fullin, La Contrada (2018)
- I me ciamava per nome: 44.787 - Risiera di San Sabba, testo e regia di Renato Sarti (2019)
- Un momento difficile, di Furio Bordon, regia di Giovanni Anfuso (2019)
- Nuovo Cine Swarovsky, musical vaudeville di Davide Calabrese, La Contrada (2019)
- Ottantena. Stand up comedy show per Signora e mascherina, testo e regia di Davide Calabrese, La Contrada (2021)
- Affamati, regia di Sara Alzetta, La Contrada (2021)
- Harold e Maude, di Colin Higgins, regia di Diana Höbel, La Contrada (2022)
- Jane Austen Cuguluf, scritto e diretto da Alessandro Fullin, La Contrada (2022)
- Pronto mama...?, di Davide Calabrese, Carpinteri e Faraguna, regia di Davide Calabrese, la Contrada (2023)
- La nona, di Roberto Cossa, regia di Marcela Serli, La Contrada (2024)
- Donne in fuga, di Pierre Palmade e Christophe Duthuron, regia di Maximilian Nisi (2025)